# Pogonocherus ovatus
Pogonocherus ovatus là một loài bọ cánh cứng trong họ Cerambycidae.